# Max Hetzel
 (février 2022).
La mise en forme du texte ne suit pas les recommandations de Wikipédia : il faut le « wikifier ».
Les points d'amélioration suivants sont les cas les plus fréquents. Le détail des points à revoir est peut-être précisé sur la page de discussion.
- Les titres sont pré-formatés par le logiciel. Ils ne sont ni en capitales, ni en gras.
- Le texte ne doit pas être écrit en capitales (les noms de famille non plus), ni en gras, ni en italique, ni en « petit »…
- Le gras n'est utilisé que pour surligner le titre de l'article dans l'introduction, une seule fois.
- L'italique est rarement utilisé : mots en langue étrangère, titres d'œuvres, noms de bateaux, etc.
- Les citations ne sont pas en italique mais en corps de texte normal. Elles sont entourées par des guillemets français : « et ».
- Les listes à puces sont à éviter, des paragraphes rédigés étant largement préférés. Les tableaux sont à réserver à la présentation de données structurées (résultats, etc.).
- Les appels de note de bas de page (petits chiffres en exposant, introduits par l'outil «  Source ») sont à placer entre la fin de phrase et le point final[comme ça].
- Les liens internes (vers d'autres articles de Wikipédia) sont à choisir avec parcimonie. Créez des liens vers des articles approfondissant le sujet. Les termes génériques sans rapport avec le sujet sont à éviter, ainsi que les répétitions de liens vers un même terme.
- Les liens externes sont à placer uniquement dans une section « Liens externes », à la fin de l'article. Ces liens sont à choisir avec parcimonie suivant les règles définies. Si un lien sert de source à l'article, son insertion dans le texte est à faire par les notes de bas de page.
- La présentation des références doit suivre les conventions bibliographiques. Il est recommandé d'utiliser les modèles {{Ouvrage}}, {{Chapitre}}, {{Article}}, {{Lien web}} et/ou {{Bibliographie}}. Le mode d'édition visuel peut mettre en forme automatiquement les références.
- Insérer une infobox (cadre d'informations à droite) n'est pas obligatoire pour parachever la mise en page.

Pour une aide détaillée, merci de consulter Aide:Wikification.
Si vous pensez que ces points ont été résolus, vous pouvez retirer ce bandeau et améliorer la mise en forme d'un autre article.
 (mars 2022).
Max Hetzel, né à Bâle en 1921 est un ingénieur suisse. Il est l'inventeur des montres électriques à diapason. Il est mort en 2004.

## Biographie
Né à Bâle, Max Hetzel se forme comme ingénieur dans la recherche et le développement à l'Institut de physique technique de l'École polytechnique fédérale de Zurich (EPFZ).
En 1950, il commence sa carrière dans la succursale horlogère Bulova de Bienne, fondée par Josef Bulova en 1912. Chargé de recherches sur les problèmes d'automatisation de la fabrication horlogère classique, il développe ensuite le calibre 214 pour la montre Accutron (environ 20 brevets). En 1959, il est promu physicien en chef à la Bulova Watch Co de New York et quitte la Suisse.
Max Hetzel doit sa notoriété à la révolutionnaire Bulova Accutron, lancée le 25 octobre 1960, avec le premier mouvement électronique de toute l'histoire de l'horlogerie. Contrôlé par un transistor, le mouvement Accutron (Accuracy through Electronic) utilisait un circuit électronique à diapason excité à la fréquence de 360hz pour remplacer le balancier. Cette solution permettait une précision de fonctionnement bien supérieure à n'importe quelle montre mécanique avec un écart égal à environ une minute par mois au maximum.
Max Hetzel quitte Bulova en 1963 pour le Laboratoire suisse de recherche horlogère (LSRH) à Neuchâtel, comme directeur de recherche, où il développe la « Swissonic », la montre à diapason suisse (4 brevets) ; puis entre 1966 et 1969, il participe aux recherches du Centre électronique horloger (CEH) ; en 1969, il est ensuite nommé PDG d'Elresor SA, filiale d'Omega, où il est responsable du développement et de la production de la « Megasonic », une horloge à fréquence acoustique (8 brevets).
Max Hetzel a déposé un brevet pour Bulova avec une caractéristique unique dans l'industrie horlogère : un micro-moteur Max Hetzel appelé « la Souris » (« la souris » en français). Ce micro-moteur n'est pas relié directement au train d'engrenages des montres, mais les montres utilisent des engrenages magnétiques pour relier la roue d'index ; certaines parties de la démultiplication sont également de type magnétique. Le circuit électronique est également différent : c'est le seul diapason à utiliser une seule bobine de bobinage. Le diapason a une forme asymétrique étrange avec le micro-moteur attaché au petit côté.

### Liste de brevets
- ( EN ) US2888582 , United States Patent and Trademark Office , États-Unis d'Amérique.
- ( EN ) US2960817 , United States Patent and Trademark Office , États-Unis d'Amérique.
- ( EN ) US2971323 , United States Patent and Trademark Office , États-Unis d'Amérique.
- ( EN ) US3070951 , United States Patent and Trademark Office , États-Unis d'Amérique.
- ( EN ) US3149274 , Office des brevets et des marques des États-Unis , États-Unis d'Amérique.
- ( EN ) US3167905 , United States Patent and Trademark Office , États-Unis d'Amérique.
- ( EN ) US3209529 , United States Patent and Trademark Office , États-Unis d'Amérique.
- ( EN ) US3504301 , United States Patent and Trademark Office , États-Unis d'Amérique.